# Liga Premier de Kazajistán 2024
La Liga Premier de Kazajistán 2024 fue la 33.° temporada de la Liga Premier de Kazajistán. La temporada comenzó el 1 de marzo y terminó el 10 de noviembre.

## Formato
Los catorce equipos participantes jugaron entre sí todos contra todos dos veces totalizando 26 partidos cada uno, al término de la fecha 26 el primer clasificado se proclamó campeón y clasificó a la primera ronda de la Liga de Campeones 2025-26, mientras que el segundo y el tercer clasificado obtuvieron un cupo para la segunda ronda de la Liga Conferencia 2025-26. Por otro lado el último clasificado descendió a la Primera División de Kazajistán 2025.
Un cupo para la primera ronda de la Liga Europa 2025-26 fue asignado al campeón de la Copa de Kazajistán.

## Ascensos y descensos
| Pos. | Descendidos de la Liga Premier 2023 |
| ---- | ----------------------------------- |
| 10.º | Maktaaral (Administrativo)          |
| 12.º | Okzhetpes                           |
| 13.º | Caspiy                              |
| 14.º | Aksu                                |

| Pos. | Ascendidos de la Primera División de Kazajistán 2023 |
| ---- | ---------------------------------------------------- |
| 1.º  | Yelimay Semey                                        |
| 2.º  | Turan Turkistan                                      |
| 3.º  | Zhenis                                               |

## Equipos participantes
| Club               | Ciudad      | Estadio                        | Capacidad |
| ------------------ | ----------- | ------------------------------ | --------- |
| FC Aktobe          | Aktobé      | Aktobe Central Stadium         | 13 200    |
| FK Astaná          | Astaná      | Estadio Khan Taniri            | 30 000    |
| FC Atyrau          | Atirau      | Munaishy Stadium               | 8690      |
| FC Kairat          | Alma Ata    | Estadio Central Almaty         | 25 057    |
| FC Kaisar          | Kyzylorda   | Estadio Gani Muratbayev        | 7300      |
| Kyzyl-Zhar SK      | Petropavl   | Karasai Stadium                | 11 000    |
| FC Ordabasy        | Shymkent    | Estadio Kazhymukan Munaitpasov | 20 000    |
| FC Shakhter        | Karagandá   | Estadio Shahter                | 20 000    |
| FC Tobol           | Kostanái    | Estadio Central de Kostanay    | 10 500    |
| FC Turan Turkistan | Turkestán   | Turkistan Arena                | 7000      |
| FC Yelimay Semey   | Semey       | Estadio Spartak                | 8000      |
| FC Zhenis          | Astaná      | Astana Arena                   | 30 000    |
| FC Zhetysu         | Taldykorgan | Estadio Zhetysu                | 4000      |

## Desarrollo

### Tabla de posiciones
| Pos. | Equipo                 | Pts. | PJ | G  | E | P  | GF | GC | Dif. | Clasificación 2025-26                 |
| ---- | ---------------------- | ---- | -- | -- | - | -- | -- | -- | ---- | ------------------------------------- |
| 1    | Kairat (C)             | 47   | 24 | 14 | 5 | 5  | 39 | 21 | +18  | Primera ronda de la Liga de Campeones |
| 2    | Astaná                 | 46   | 24 | 14 | 4 | 6  | 39 | 19 | +20  | Segunda ronda de Liga Conferencia     |
| 3    | Aktobe                 | 43   | 24 | 12 | 7 | 5  | 39 | 26 | +13  | Primera ronda de Liga Europa          |
| 4    | Ordabasy               | 42   | 24 | 12 | 6 | 6  | 36 | 24 | +12  | Primera ronda de Liga Conferencia     |
| 5    | Tobol                  | 39   | 24 | 11 | 6 | 7  | 33 | 23 | +10  |                                       |
| 6    | Yelimay Semey          | 37   | 24 | 10 | 7 | 7  | 35 | 32 | +3   |                                       |
| 7    | Atyrau                 | 35   | 24 | 9  | 8 | 7  | 28 | 20 | +8   |                                       |
| 8    | Kaisar                 | 34   | 24 | 9  | 7 | 8  | 28 | 29 | −1   |                                       |
| 9    | Kyzyl-Zhar             | 29   | 24 | 8  | 5 | 11 | 29 | 26 | +3   |                                       |
| 10   | Zhenis                 | 24   | 24 | 6  | 6 | 12 | 18 | 32 | −14  |                                       |
| 11   | Zhetysu                | 23   | 24 | 5  | 8 | 11 | 17 | 33 | −16  |                                       |
| 12   | Turan Turkistan        | 20   | 24 | 5  | 5 | 14 | 16 | 39 | −23  |                                       |
| 13   | Shakhter Karagandá (D) | 10   | 24 | 2  | 4 | 18 | 12 | 45 | −33  | Descenso a Primera División 2025      |

Actualizado a los partidos jugados el 10 de noviembre de 2024.
 Fuente: PFLK
Notas:
1. ↑  Aktobe se clasificó para la primera ronda de clasificación de la Europa League como ganador de la Copa de Kazajistán 2024. Al haber finalizado en tercera posición de la Liga Premier, la segunda plaza de Conference League del país pasó al cuarto clasificado.

### Resultados
| Local \ Visitante  | AKT | AST | ATY | KAI | KSA | KYZ | ORD | SHA | TOB | TUR | YEL | ZHN | ZHT |
| ------------------ | --- | --- | --- | --- | --- | --- | --- | --- | --- | --- | --- | --- | --- |
| Aktobe             | —   | 1–1 | 1–1 | 2–1 | 1–1 | 2–0 | 0–0 | 1–0 | 3–4 | 2–0 | 1–3 | 3–0 | 3–0 |
| Astaná             | 2–0 | —   | 3–2 | 1–3 | 1–1 | 2–1 | 0–1 | 3–0 | 2–2 | 2–1 | 0–1 | 2–0 | 5–0 |
| Atyrau             | 1–1 | 1–0 | —   | 0–1 | 2–2 | 2–0 | 1–1 | 1–0 | 0–0 | 3–0 | 1–0 | 2–1 | 0–1 |
| Kairat             | 1–3 | 0–1 | 1–0 | —   | 1–0 | 2–1 | 2–1 | 4–2 | 2–2 | 5–1 | 4–1 | 1–1 | 0–0 |
| Kaisar             | 1–3 | 0–1 | 1–1 | 1–0 | —   | 0–3 | 2–1 | 5–1 | 2–0 | 1–1 | 2–1 | 1–0 | 0–0 |
| Kyzyl-Zhar         | 0–2 | 0–1 | 3–2 | 0–1 | 6–2 | —   | 0–1 | 2–0 | 0–0 | 0–1 | 1–1 | 4–0 | 2–1 |
| Ordabasy           | 1–1 | 2–4 | 1–0 | 1–2 | 2–1 | 1–1 | —   | 5–0 | 1–0 | 2–0 | 2–1 | 1–2 | 3–1 |
| Shakhter Karagandá | 1–3 | 1–0 | 0–3 | 0–3 | 0–0 | 1–1 | 2–3 | —   | 1–0 | 0–2 | 1–2 | 0–0 | 0–0 |
| Tobol              | 3–0 | 1–0 | 1–1 | 1–0 | 1–2 | 1–2 | 1–0 | 1–0 | —   | 2–0 | 4–2 | 1–1 | 1–0 |
| Turan Turkistan    | 0–1 | 0–2 | 2–1 | 0–0 | 0–1 | 1–0 | 0–1 | 2–1 | 0–2 | —   | 2–2 | 1–1 | 2–3 |
| Yelimay Semey      | 2–2 | 0–3 | 0–0 | 1–1 | 1–0 | 2–1 | 1–1 | 2–1 | 2–1 | 6–0 | —   | 1–0 | 1–1 |
| Zhenis             | 1–2 | 1–1 | 0–1 | 0–2 | 1–0 | 0–1 | 1–3 | 1–0 | 2–1 | 1–0 | 1–2 | —   | 1–0 |
| Zhetysu            | 2–1 | 0–2 | 0–2 | 1–2 | 1–2 | 0–0 | 1–1 | 1–0 | 0–3 | 0–0 | 2–0 | 2–2 | —   |

## Goleadores
- Actualizado el 10 de noviembre de 2024[3]

| Pos. | Jugador               | Equipo        | Goles |
| ---- | --------------------- | ------------- | ----- |
| 1    | Nikolay Signevich     | Atyrau        | 10    |
| 1    | João Paulo            | Kairat        | 10    |
| 1    | Islam Chesnokov       | Tobol         | 10    |
| 4    | Jasurbek Yakhshiboyev | Ordabasy      | 9     |
| 5    | Nikita Korzun         | Yelimay Semey | 7     |
| 5    | Aybar Zhaksylykov     | Kaisar        | 7     |
| 5    | Evgeni Berezkin       | Kyzyl-Zhar    | 7     |